# Claudia Reiche (Künstlerin)
Claudia Reiche ist eine deutsche Künstlerin, Medienwissenschaftlerin, Kuratorin und Autorin, die sich mit den Schnittstellen von Kunst, Wissenschaft und digitalen Kulturen auseinandersetzt. Sie beschäftigt sich insbesondere mit Fragen der Medialität, Psychoanalyse, Film- und Bildkulturen sowie den epistemologischen, ästhetischen und politischen Auswirkungen digitaler Technologien. Claudia Reiche ist in feministischen und queeren Projekten aktiv und bekannt für ihre Arbeiten im Rahmen von Kollaborationen wie dem thealit Frauen.Kultur.Labor in Bremen und war Teil der core group, der Kerngruppe des Old Boys Network (OBN), einer cyberfeministischen Initiative, die unter anderem bei der documenta X (1997) präsent war.

## Werdegang
Sie realisiert mit interdisziplinären Methoden Projekte, die oft Kunst und Wissenschaft verbinden. Claudia Reiche reflektiert durch ihre wissenschaftliche und künstlerische Arbeit über digitale Technologien und gesellschaftliche Normen. Ihre Arbeit entwickelt (cyber)feministische Zugänge zur Frage, wie Mensch/Maschine Verhältnisse mit Worten und Bildern gestaltet werden.
Claudia Reiche war als Künstlerin und Autorin eine der Schlüsselfiguren in der Cyberfeminismus-Bewegung der 1990er Jahre. Als Mitglied des Old Boys Network trug sie mit einer Serie von Konferenzen und Publikationen  maßgeblich zur internationalen Diskussion um Geschlechterrollen und Technologien bei. Zusammen mit Andrea Sick leitete sie das EU-Projekt Cyberfeminism.Lab. Es wurde im Rahmen des EU-Kulturprogramms „Culture 2000“ realisiert und brachte Künstlerinnen, Theoretikerinnen und Aktivistinnen aus ganz Europa zusammen. Im Mittelpunkt stand die Erforschung und Entwicklung neuer „Techniken“ des Cyberfeminismus – sowohl im technischen als auch im künstlerisch-praktischen Sinn. Das Lab thematisierte, wie digitale Technologien genutzt werden können, um feministische Perspektiven zu stärken und tradierte Geschlechterrollen zu hinterfragen. Die Projektergebnisse wurden in der Publikation technics of cyber<>feminism <mode=message> (herausgegeben von Reiche und Sick) dokumentiert. Es zeigte, wie Kunst digitale Technologien nutzen kann, um Machtstrukturen zu reflektieren und alternative Narrative zu schaffen.
Neben ihrer und kuratoischen und akademischen Arbeit ist Claudia Reiche als Moderatorin, Performerin und Referentin bei internationalen Veranstaltungen präsent. Sie schreibt Texte für andere Künstlerinnen wie Krista Beinstein, performt mit ihnen und moderiert. 2023 leitete sie beispielsweise eine Diskussion mit Ashley Hans Scheirl im Palais de Tokyo in Paris über queere und feministische Themen in der Filmkunst. Zu ihren multimedialen Werken gehört die Ausstellung Hijra Fantastik, die 2018 in Zusammenarbeit mit dem Goethe-Institut Bangalore entstand und im Schwulen Museum Berlin gezeigt wurde. Eine Forschung zu nicht biologisch definiertem Geschlecht, die sich auf künstlerische Weise mit der Hijra-Identität auseinandersetzt.
Claudia Reiche ist Mitarbeiterin im Frauen.Kultur.Labor thealit, Bremen. Thealit wurde 1990/1991 gegründet und hat mit fortlaufenden Projekten und Konferenzen ein internationales Netzwerk von Künstlerinnen und Wissenschaftlerinnen aufgebaut.
Seit 1999  kuratiert sie mit Helene von Oldenburg das Kunstprojekt The Mars Patent, the first exhibition site on Mars.

## Ausbildung
Sie schloss ihr Filmstudium an der Hochschule für Bildende Künste Hamburg ab, erwarb ihren Master in Literatur an der Universität Hamburg und promovierte in Kunst- und Medientheorie an der Kunsthochschule für Medien Köln.

## Lehre
Claudia Reiche lehrt im medientheoretischen und künstlerischen Bereich, an Kunsthochschulen und Universitäten in Hamburg, Braunschweig, Paderborn, Bratislava, Oldenburg, Basel, Berlin und Bremen. Claudia Reiche war Gastprofessorin für Theorie und Geschichte zeitgenössischer Medien an der Carl von Ossietzky Universität in Oldenburg. Sie führte das Forschungsprojekt Körperbilder. Mediale Verwandlungen des Menschen in der Medizin an der Universität Hamburg durch.

## The Mars Patent
- 1999: Mondo Immaginario, Shedhalle Zürich[16]
- 2001: Space, From Earth Gravity to the Surface of Mars, Time Based Arts, Ferens Art Gallery, Kingston upon Hull
- 2002: Ein unguter Ort – doch besser als die Welt, Copyright Projektbüro, Projektraum Kampl, Berlin[17]
- 2004: Space: Science, Technology and the Arts, Workshop Project Muse, European Space Research and Technology Centre, Noorwijk,[18]
- 2005-2006: Rückkehr ins All, kuratiert von Christoph Heinrich, Galerie der Gegenwart, Kunsthalle Hamburg / Siemens Arts Program[19]
- 2007: Mars Patent – female first names only, Kunsthalle Wien, Project Space, in Kooperation mit Die Angewandte[20]
- 2007: Wir sind woanders #2, Web-Lounge Hamburg, The Mars Patent[21]
- 2008: Crossroads. Nomadic Knowledge & Art Strategies, Bishkek Art Center, Bishkek, Kirgistan
- 2008: Weltraum als Fluchtlinie, Kunstverein Wolfsburg
- 2009 Shared Space, Einstellungsraum e.V., Hamburg[22]
- 2009–2010: Mars Patent, Space for free, Diorama Installation, Frauen.Kultur.Labor. thealit, Bremen
- 2024: Re Capitulating THE MARS PATENT, 4 Videoinstallationen (mit Helene von Oldenburg) bei NOPE, Stadtwerkstatt Linz / ars elektronica[23]

## Ausstellungen (Auswahl)
- 1999: net_condition, old boys network, 'obn@zkm', ZKM Karlsruhe[24][25]
- 2003: white cube No 1– EXPAND, Die avatarische Hand / The Avatarian Hand, Volkartstiftung, Winterthur und Neues Museum Weserburg
- 2004: Anthology of Art, Hg. Jochen Gerz, GENERATION #12/26, 142. Claudia Reiche, ohne Titel, Martin-Gropius-Bau, Berlin; Akademie der Künste, Berlin; ZKM, Karlsruhe; Kunst- und Ausstellungshalle der Bundesrepublik Deutschland, Bonn[26]
- 2006: Cyberfem. Feminisms on the electronic landscape, EACC Espai d’Art Contemporani de Castelló, old boys network[27]
- 2009: 6th Novosibirsk International Biennal of Contemporary Graphic Art[28]
- 2010: Unlimited Liability, kuratiert von Michel Chevalier, TUNDRA::::ORGANISM, Video, Loop, Hamburg
- 2010–2011: Ars Bioarctica Program, Artist in Residence, Bioart Society, Kilpisjärvi, Finland[29]
- 2011: Eurozentrika, Visuelle Migrationen – Bilder in Bewegung, Berlin, LEAP (Lab for Electronic Arts and Performance)
- 2014: Civil Wilderness, mit Helene von Oldenburg, Grey Cube Galleriat Helsinki, Korkeasaari Zoo, Helsinki[30]
- 2015: Das Intervall als Schutzraum. Zu Dziga Vertovs Montage „zwischen den Bewegungen“, Vortragsperformance, Schutzraum Politik / Ästhetik / Medien, Frauen.Kultur.Labor. thealit Bremen[31]
- 2017: Gruppenausstellungen: ZUKUNFT 1: 2057 und ZUKUNFT 2: 2417 , FRISE Künstlerhaus + Abbildungszentrum, Hamburg[32][33]
- 2017: Civil Wilderness (mit Helene von Oldenburg), (Bio)Diversitätskorridor im Landkreis Oldenburg, Artecology Network[34]
- 2017: Nachverdichtung – Ortsbeschreibungen vor dem Hintergrund schwindender urbaner Räume, FRISE Künstlerhaus + Abbildungszentrum, Hamburg[35]
- 2017: RE/WRITING REALITY, kuratiert von Belinda Grace Gardner, Flat 1, Wien – Wiener Festwochen[36]
- 2018: Salon Sauvage, Vortragsperformance zu Civil Wilderness im Rahmen von ‚13. Salon digital’, HFK Bremen, (mit Helene von Oldenburg)[37]
- 2018: ZOH500, Schloss Eutin[38]
- 2019: STWST48X5, STAY UNFINISHED, Stadtwerkstatt Linz[39]
- 2023: UNFINISHED, kuratiert von Tanja Brandmayr, Shu Lea Cheang, Franz Xaver, Ars electronica[40]
- 2020: Bakterielles Online-Gespräch via Zoom, anstelle der ‚Mondmaschine‘, Mass & Fieber, Ost, mit Antonia Labs, Leonardo Raab, Brigitte Helbling, im Rahmen des Hauptsache Frei Festivals, Hamburg Kampnagel[41]
- 2020: Neues Sehen, mit Markus Heltschl, Eva Krivanec, Thomas Tode, geleitet von Teresa Retzer, ZKM Karlsruhe[42]
- 2021–2022: Wo es war – Ortsbestimmungen zu fünf Objekten im Landesmuseum Birkenfeld (mit Helene von Oldenburg), Landesmuseum Birkenfeld[43]
- 2021–2022: Wo es war – Ortsbestimmung zu einer „Stube aus Kirchwerder, Vierlande 1812“ des Altonaer Museums (zusammen mit Helene von Oldenburg), Altonaer Museum mit FRISE Künstlerhaus + Abbildungszentrum[44]
- 2022: ‚feminism is a browser‘, online Talk with Charlotte Eifler bei: [Digital] Present Feminist Futures, curators: Silvia Sadzinski, Katharina Koch, Berlin, alpha nova galerie futura[45]
- 2022: Lecture und Gesprächsmoderation mit Anna Pein und Oliver Sturm zum Hörspiel Mädchenzimmer mit Soldaten (2006), Berlin, Akademie der Künste[46]
- 2023 heim… , Multimediainstallation Foto, Video, Sound, hinüber, Übungen zum Tod, MOM Art Space, Fabrique im Gängevietel Hamburg; thealit Arbeitszimmer Bremen, im Rahmen von „The Art of Emergency“[47]
- 2023: STWST 9 x 48, 2023 COLD HEAVEN, over. Exercises in Death / vorbei. Übungen zum Tod. Stadtwerkstatt, Linz[48]
- 2023: Conférence avec Ashley Hans Scheirl et Claudia Reiche, bei: Doppelganger!, Ausstellung Jakob Lena Knebel, Ashley Hans Scheirl, kuratiert von Daria de Beauvais, Palais de Tokyo, Paris[49]
- 2025: home (Exercises in Death, Part I), bei: Vanitas! Vanitatum Vanitas! – Die Vergänglichkeit des Lebens, kuratiert von Julia Melzner, Elke Suhr, Schauraum Hamburg[50]
- 2025: Cine*Ami*es, 60 Jahre Film an der HfbK Hamburg, Open Threads of Cyberfeminism, kuratiert von Elisa Linseisen[51]

## Videos, Multimediale Projekte,
- 1988: C.I.R.C. U.S.F.I.L.M., 42 min, Regie, Kamera, Ton, Schnitt: Anna Pein, Claudia Reiche[52]
- 2011: demo_lition, De 2011, 12:26 min, Regie: Dorothea Carl, Claudia Reiche[53]
- 2016: Bodenerhebungen, De 2016, 19:48 min, Regie Dorothea Carl, Claudia Reiche
- 2018: WHICHSEXTHESUNTHEMOONANDYOU, 4:55 min[54]
- 2019: HIJRA FANTASTIK (multimediales Projekt, Film, Foto, Video), Schwules Museum Berlin[55]
- 2024: C.I.R.C.U.S.P.H.O.T.O.S., 5:41 min, Regie: Anna Pein, Claudia Reiche, Kamera, Schnitt: Claudia Reiche[56]
- 2024: Fotos Marianne Schuller 1989–91, 3:21 min, Regie, Kamera, Schnitt: Claudia Reiche, unter Verwendung der Komposition „Spielzeug“, Clio Montrey [2009][57]

## Publikationen (Auswahl)
- 100 Anti-Theses of Cyberfeminism, 1997.[5]
- BildKörper. Verwandlungen des Menschen zwischen Medium und Medizin, Marianne Schuller, Claudia Reiche und Gunnar Schmidt, LIT VERLAG, Münster, 1998, ISBN 3-8258-3874-9.
- First Cyberfeminist International: Old Boys Network Reader 1, Hrsg. Cornelia Sollfrank und Old Boys Network, obn, 1998.[58]
- Old Boys Network: Next Cyberfeminist International. Rotterdam, March 8-11, 1999. (=Old Boys Network Reader 2). OBN 1999, ISBN 978-3-93355-714-8 (Online).
- mit Helene von Oldenburg (Hrsg.): Very Cyberfeminist International: OBN Conference Hamburg, December 13–16, 2001 (=Old Boys Network Reader 3). b_books, Berlin 2002, ISBN 978-3-93355-734-6 (online).
- mit Andrea Sick (Hrsg.): Technics of Cyber ‹ › Feminism. ‹mode=message›. Thealit Frauen.Kultur.Labor., Bremen 2002, ISBN 978-3-93092-403-5.
- Eingreifen. Viren, Modelle, Tricks. Andrea Sick, Ulrike Bergermann, Elke Bippus, Marion Herz, Helene von Oldenburg, Claudia Reiche, Jutta Weber (Hrsg.), thealit Frauen.Kultur.Labor., Bremen 2003,  ISBN 3-930924-04-8.
- mit Verena Kuni, Old Boys Network (Hrsg.): Cyberfeminism, Next Protocols. Autonomedia, New York 2004, ISBN 978-1-57027-149-6.
- Digitaler Feminismus. labor:theorie Band 1. Bremen: thealit Frauen.Kultur.Labor. 2006, ISBN 3-930924-06-4.
- mit Andrea Sick (Hrsg.): Do not exist: Europe, Women, Digital Medium. thealit Frauen.Kultur.Labor., Bremen 2008, ISBN 978-3-930924-13-4.
- Digitale Körper, geschlechtlicher Raum, Das medizinisch Imaginäre des „Visible Human Project“. Bielefeld, Transcript, 2011.[59]
- mit Sandra Ortmann, Martina Kock, Jana Katz, Andrea Sick, Jana Schenk (Hrsg.): Sissy Boyz. Queer Performance. Bremen: thealit Frauen.Kultur.Labor. 2011.
- mit Helene von Oldenburg. Gründe gab es genug / causalities. Bremen: thealit Frauen.Kultur.Labor, ISBN 978-3-930924-18-9.
- mit Andrea Sick (Hrsg.): Was ist Verrat? Bremen: thealit Frauen.Kultur.Labor. 2012.
- Claudia Reiche (Hrsg.): quite queer.  Bremen: thealit Frauen.Kultur.Labor. 2014, ISBN 978-3-930924-22-6.
- Hijra Fantastik. Bremen: thealit Frauen.Kultur.Labor. 2018, ISBN 978-3-930924-25-7.
- mit Andrea Sick (Hrsg.): Debattierte! Antagonismen aufführen. Bremen: thealit Frauen.Kultur.Labor. 2018, ISBN 978-3-930924-23-3.
- COAPPARATION I, II, III. thealit Frauen.Kultur.Labor., Bremen 2022, ISBN 978-3-930924-24-0, doi:10.26017/TDAT00-THEALIT01.
- 2024 Stadtwerkstatt Linz, „Kann weg: alles. Ein Spiel mit neuen Regeln“ , „Can Go: Everything. A Match with new Rules“, in: VERSORGERIN Stadtwerkstatt Linz.[60]

## Rezensionen
2012: Digitale Körper, geschlechtlicher Raum, in: MEDIENwissenschaft, Heft 2/2012: „Reiche gelingt es, die komplexen Wechselwirkungen zwischen Körperbildern, Technik und Geschlecht überzeugend darzulegen.“
2014: quite queer, in: Querelles-net 15/2014: „Ein innovativer Sammelband, der die Schnittstellen von Queer Theory und Medialität auslotet.“
2019: HIJRA FANTASTIK, in: taz, 12.11.2019: „Mit künstlerischer Präzision und theoretischer Tiefe beleuchtet Reiche die kulturellen und medialen Figurationen von Geschlecht.“